# Adib Mayaleh
Adib Mayaleh auch André Mayard (* 1955 in Darʿā, Syrien) leitete von 2005 bis 2016 als Governor die syrische Zentralbank. Er war zudem Vorsitzender des syrischen Zentralbankrates.

## Leben und Wirken
Nach dem Bachelor an der Universität Damaskus 1981 und zwei Diplomen in angewandter Makroökonomie und Bank- und Geldtheorie an der Universität Aix-Marseille am Standort Aix-en-Provence Mitte der 1980er Jahre wurde er 1991 zum Doktor der internationalen wirtschaftlichen Beziehungen von der Universität Aix-Marseille promoviert.
Nach Tätigkeiten an verschiedenen syrischen Universitäten wurde Mayaleh zum 1. April 2005 als Governor der Banque Centrale de Syrie berufen.
Mayaleh gehört zu den Personen der syrischen Führung um Baschar al-Assad, die von der Europäischen Union während des Bürgerkriegs in Syrien mit Sanktionen – unter anderem einem Einreiseverbot, sowie Vermögensbeschlagnahme – belegt wurden. In seinem Fall wurde dies mit seiner wichtigen Rolle in der Finanzierung des syrischen Regimes begründet. Er wehrte sich dagegen erfolglos mit Klagen beim Europäischen Gerichtshof, der seine Klage am 5. November 2014 als unbegründet zurückwies.